# Oreodera mimetica
Oreodera mimetica är en skalbaggsart som beskrevs av Lane 1970. Oreodera mimetica ingår i släktet Oreodera och familjen långhorningar.
Artens utbredningsområde är:
- Costa Rica.
- Panama.

Inga underarter finns listade i Catalogue of Life.